# Maralik
Maralik là một đô thị thuộc tỉnh Shirak, Armenia. Dân số ước tính năm 2011 là 6096 người.